# 카바스카 학원
《카바스카 학원》(キャバすか学園 캬바스카 가쿠엔[*], Cabasuka Gakuen)은 2016년 10월 30일부터 매주 일요일 오전 12시 55분부터 1시 25분(토요일 심야)까지 NTV에서 방송되고 있는 AKB48와 그 자매 그룹이 출연하는 드라마이다. 주연은 미야와키 사쿠라이다. 마지스카 학원 시리즈의 여섯 번째가 되지만, 무대는 캬바쿠라이다. 제2화 이후의 차회 방송분이 1주간 Hulu에서 선행 공개된다.

## 개요
이번 작품은 지금까지의 시리즈와는 다르며 캬바쿠라가 무대가 된다.
지상파에서의 방송 종료 직후부터 차회 방송분이 Hulu에서 1주간 선행 공개된다(제2회 이후가 선행 공개).

## 등장인물

### 카바레 클럽 ‘수족관’(水族館)
새롭게 개점한 카바라 클럽 가게. 기명(妓名)은 해산물 및 초밥에 관한 것으로 되어 있다.
- 미야와키 사쿠라 - 사메(サメ) 역 (본명 : 사쿠라(さくら))
마지스카 여학원(이하 ‘마지죠’)의 최강 집단 랏팟파에 소속되어 있었지만, 마지죠의 위기를 구하기 위해서, 퇴학하고 입점을 하게 됐다[4]. 이름의 유래는 상어(サメ)처럼 피 냄새를 맡아서 찾아내기 때문이다[4].
- 요코야마 유이 - 마구로(まぐろ→다랑어) 역 (본명 : 오타베(おたべ))
사쿠라와 함께 마지죠를 퇴학하고 입점하게 됐다[4].
- 마츠이 쥬리나 - 쿠라게(クラゲ→해파리) 역 (본명 : 센터(センター))이다.</ref>
3년 연속 카바레 클럽 총선거에서 1위이다[4].
- 코다마 하루카 - 타이(タイ→도미) 역 (본명 : 카츠제츠(カツゼツ))
후쿠오카 출신이다[5].
- 오카다 나나 - 카레이(カレイ→가자미) 역 (본명 : 카타부츠(カタブツ))
- 키자키 유리아 - 가리(ガリ→생강[주 2]) 역 (본명 : 매직(マジック)
원래는 사바(サバ→고등어)라는 기명을 사용했지만, 제1화에서 이 기명으로 바뀌었다[4].
- 타카하시 쥬리 - 이와시(いわし→정어리) 역 (본명 : 우오노메(ウオノメ))
훠궈 트로오의 한 사람. 정어리가 물고기 중에서 가장 눈에 생기가 없는 것이 기명의 유래이다.
- 오오시마 료카 - 안코(あんこう→아귀) 역 (본명 : 쿠소가키(クソガキ))
훠궈 트리오의 한 사람. 자기 자신이 아귀와 닮았다며 《마지스카 5》에서 쿠소가키가 앞 머리를 올리고 있던 것이 기명의 유래이다.
- 무카이치 미온 - 부구(フグ→복어) 역 (본명 : 지세다이(ジセダイ))
훠궈 트리오의 한 사람.
- 코미야마 하루카 - 인긴차쿠(イソギンチャク→말미잘) 역 (본명 : 이키자마(イキザマ))
코미야마 하루카가 악수회에서 팬을 사로잡는 서비스에서 유래[4].
- 코지마 마코 - 이카(イカ→오징어) 역 (카미소리(カミソリ))
- 나카이 리카 - 노도구로(のどぐろ→눈볼대) 역 (본명 : 슈카이(シュウカイ))
기명의 유래는 눈볼대가 니가타의 명물인 것에서.
- 토모나가 미오 - 타츠노오토시고(タツノオトシゴ→해마) 역 (본명 : 보요미(ボウヨミ))
토모나가 미오의 연기가 발연기(棒読み 보요미[*])인 것이 이름의 유래이다.
- 코지나 유이 - 키스(キス) 역 (본명 : 미러(ミラー)
총선거에서 거울로 자신의 얼굴을 확인하고 있는 것에서 유래.
- 스에키치 쿤 - 사토시(サトシ) 역
- 카케이 토시오 - 사이온지 카게토라(西園寺景虎) 역
전설의 카바레 클럽 프로듀서.

### 카바레 클럽 ‘이케이케타투’(イケイケタトゥー)
수족관보다도 전에 개점하고 있던 카바레 클럽 가게에서 카바레 클럽 아가씨도 경험자 뿐이다.
- 야마모토 사야카 - 안토니오(アントニオ) 역
- 시로마 미루 - 시로기쿠(シロギク) 역
- 야구라 후코 - 쿠로바라(クロバラ) 역
- 시부야 나기사 - 하치코(ハチ公) 역
- 요시다 아카리 - 레드(レッド) 역
- 카와모토 사야 - 루키(ルーキー) 역
- 스토 리리카 - 테츠가쿠(テツガク) 역
- 무토 토무 - 츤(ツン) 역

### 그 외의 주요 인물
- 카지하라 젠 - 사사시마(笹島) 역
경시청 수사 1과 형사.
- 아베 료헤이 - 나카노(中野) 역
경시청 수사 1과 형사.
- 이나바 유 - 츠지모토 츠요시(辻本強) 역
가난하고 술에 약한 음침남. 카레이와 만나는 중에 그녀에게 호의를 품는다. 제3화부터 출연[6].
- 사카이 토시야 - 모리 사토루(毛利学) 역
마지죠의 교장.

### 게스트
| # | 출연자                                                                               |
| - | ------------------------------------------------------------------------------------ |
| 1 | 니시노 나나세(노기자카46)                                                            |
| 2 | 야베 쿄스케, 오카다 코키, 하라구치 아키마사, 이모아라이자카카카리초, 아시카와 마코토 |
| 3 | 야나기 유레이, 오카다 코키                                                           |

## 스태프
- 기획 · 원작 : 아키모토 야스시
- 각본 : 모토아자부 팩토리, 엔도 사츠오
- 음악 : 마키도 타로
- 연출 : 나카구키 츠요시, 츠지모토 타카노리, 쿠보타 타카시
- 주제가 : AKB48 〈하이 텐션〉(유, 비 쿨!/킹레코드)
- 제작 : 야기 모토
- 프로듀서 : 와타베 토모아키, 혼다 시게카츠, 호리오 세이야
- 협력 프로듀서 : 마츠모토 아키코
- 기획 제작 : 닛폰 TV
- 제작 프로덕션 : 이미지필드
- 제작 협력 : AX-ON
- 제작 저작권 : ‘카바스카 학원’ 제작 위원회

## 방송 일정
| #     | 날짜      | 부제목 | 각본 | 출연 |
| ----- | --------- | ------ | ---- | ---- |
| 제1화 | 10월 30일 |        |      |      |
| 제2화 | 11월 6일  |        |      |      |

## 네트워크 방송국 등
방송국(지상파)
| 방송 지역   | 방송 채널       | 계열         | 방영 기간          | 방송 시간                                 | 비고          |
| ----------- | --------------- | ------------ | ------------------ | ----------------------------------------- | ------------- |
| 간토 광역권 | 닛폰 TV(NTV)    | 닛폰 TV 계열 | 2016년 10월 30일 ~ | 일요일 0:55 ~ 1:25 (토요일 24:55 ~ 25:25) | 제작          |
| 니가타현    | TV 니가타(TeNY) | 닛폰 TV 계열 | 2016년 11월 6일 ~  | 일요일 1:40 ~ 2:10 (토요일 25:40 ~ 26:10) | 지연 네트워크 |

인터넷 동영상 배포
| 공개 사이트 | 공개 기간                            | 업로드 시간      | 비고                  |
| ----------- | ------------------------------------ | ---------------- | --------------------- |
| Hulu        | 2016년 10월 30일 ~ (제1화, 제2화 ~ ) | 일요일 1:25 갱신 | 닛폰 TV보다 선행 공개 |

### 내용주
1. 1 2  제1화에 한해서 본래 간토 지상파에서의 방송 후에 공개될 예정이였지만, 전날 밤의 야구 중계의 연장에 따라서 결과적으로 제1화도 지상파에서 선행 공개되는 형태가 됐다.[3]
2. ↑  초밥집에서 얇게 썰어서 초에 절인 생강을 ガリ라고 하며, 일반 생강은 ショウガ이다.

### 참조주
1. 1 2 3  “『マジすか』新シリーズ、舞台はキャバクラ 主演はHKT48・宮脇咲良” [“마지스카”의 새로운 시리즈, 배경은 캬바쿠라! 주연은 HKT48의 미야와키 사쿠가]. 《ORICON STYLE》 (일본어) (oricon ME). 2016년 10월 10일. 2016년 10월 21일에 확인함.
2. 1 2  cabasuka의 트윗 (792445325021556737)
3. ↑  캬바스카 학원 공식 트위터
4. 1 2 3 4 5 6  월간 AKB48 그룹 신문 2016년 10월호 4 ~ 7면.
5. ↑  haruka_kdm919의 트윗 (789465268812513280)
6. ↑  “稲葉友、女装男子に続き今度は“根暗男”に!? 「キャバすか学園」” [이나바 유, 여장남자에 이어서 이번에는 ‘음침남’으로!? “카바스카 학원”]. 《시네마 카페》 (일본어) (이드). 2016년 10월 29일. 2016년 10월 30일에 확인함.